# 三木のり平

『のり平の浮気大学』（1956年）広告ポスター

三木 のり平（みき のりへい、1924年4月11日 - 1999年1月25日）は、日本の俳優・演出家・コメディアン。日本喜劇人協会第5代会長。本名は田沼 則子（）。長男は、コメディアンの小林のり一。

## 来歴
東京市日本橋区浜町（現：東京都中央区日本橋浜町）生まれ。母は待合「芳柳」を営んでいた。
1942年、旧制日本大学第一中学校を卒業。日本大学法文学部芸術学科に入学し、同期生には映画科に小沢茂弘・沼田曜一がいた。大学には当初画家を目指して入学したが、その後舞台美術に興味を持ったことで演劇学科に転籍し、1947年に同学科を卒業。

### 舞台役者としてデビュー
その後慰問公演の俳優に欠員が出てその穴埋めとして出演を頼まれたのを機に、新劇の世界に入ることになった。青山杉作研究所、俳優座を経て、帝劇で『真夏の夜の夢』に端役で出演していたが、手に持った蝋燭の火が自らの衣装に燃え移り芝居を混乱させたために青山圭男から新劇の世界を追放され、三木鶏郎グループに入り、コメディアンを目指す。本名で舞台に上がっていたが、三木鶏郎の提案により芸名を「三木則子」とする。しかし、プログラムの印刷業者が則子の「子」の字を「平」と読み間違えたため、プログラムには「三木則平」と表記される。その後、小野田勇から「『則平』は固いから『則』の字は平仮名がいいよ」と助言されたことを受け、正式に「三木のり平」を芸名とした。

### 喜劇役者として人気に
1950年、人気喜劇俳優だった清水金一の推薦により彼の主演の喜劇『無敵競輪王』で映画デビュー。1954年には森繁久彌、三木鮎郎らと虻鉢座を結成し、注目を浴び、1957年からは、有島一郎とのコンビによる「東宝ミュージカルズ」で活躍する。
1956年、東宝と専属契約し、『のり平の三等亭主』で映画初主演。以後、森繁と共演した『社長シリーズ』や、森繁、伴淳三郎、フランキー堺と共演した『駅前シリーズ』などで人気を博した。「駅前シリーズ」では準レギュラーとして様々な役柄に挑戦した。『社長シリーズ』では「接待が生き甲斐」という営業部長役がハマり役となり、劇中の宴会芸で笑いを取りつつ高度経済成長期のサラリーマンの喜怒哀楽を的確に表現して見る者の共感を呼び、「パァーッといきましょう」の台詞は流行語にもなった。
「スターは三國（連太郎）(三船（敏郎）とする場合もある)、役者は（三木）のり平」と言わしめる程の演技力は大衆的に認知されて評されるほどであった。その演技力で森繁、有島と並ぶ喜劇役者としての地位を確立し、一部マスメディアでは「人の“可笑しさ”を演じさせたら右に出る者はいない」、「不世出の喜劇役者」とも評される。
1950年前後にNHKラジオの『日曜娯楽版』に出演する傍ら、日本劇場の舞台に立つ。これらでコントや歌が評価されたことがきっかけとなり、その後1960年代前半に放送された同局のテレビバラエティ番組「夢であいましょう」のキャストの1人として抜擢された。1965年には舞台「俺はお殿様」で初座長を務めた。

### 演出家、桃屋のCMキャラとしても活躍
演出家としての顔も持ち、大衆演劇を多く手がけたが、これは50代半ばを迎えて喜劇役者として若い頃のような激しい動きがしにくくなったことがきっかけ。特に森光子主演の舞台『放浪記』を1981年から担当したことがよく知られている。『放浪記』の脚本・演出を手掛けた菊田一夫が亡くなった後森の希望で三木に声がかかり、半年以上悩んだ末に演出を引き受けた。
『放浪記』、『喜劇 雪之丞変化』(1991年)の演出に対して菊田一夫演劇賞（大賞、平成2年度）や読売演劇大賞（最優秀演出家賞 第2回 平成6年度）を受賞するなど高い評価を受けた。森は、自身より年少且つキャリア的にも後輩であるのり平に対し「のり平先生には感謝している」と晩年まで賛辞を贈っていた。
キグレサーカスの演出を務めたこともある。
1986年、紫綬褒章受章。1996年、勲四等旭日小綬章受章。
キャラクターのモデルおよび声優をつとめ続けた桃屋のアニメーションCMは、1958年の『助六篇』から1998年の『カライ盗ルパン篇』まで40年間放送され、お茶の間に親しまれた。1999年の『大根の運命篇』より、実子で長男の小林のり一が声を担当している。また、漫画（及びそれを原作とするアニメ）『焼きたて!!ジャぱん』には、主人公たちの対戦相手として、桃屋のアニメーションの「三木のり平」がそのまま「三木のり平本人」として登場し、ごはんですよ!を使用したパンを制作した。アニメ版の声は青野武が担当した。

### 晩年
芸能界での華々しい活躍の裏で、私生活では家庭をあまり顧みなかったことから1993年に妻を亡くした後、子供たちが次々に家を出た。四谷の自宅で一人暮らしとなった後、近辺の行きつけの飲み屋をはしごして激しい飲み方をするようになる。酒浸りの生活を続けたせいで1999年1月に末期の肝腫瘍と診断され、医師から「持って3ヶ月」を宣告される。そのわずか数日後危篤状態に陥るが、本人の意向でその後の点滴や投薬の多くを拒否した。
これにより診断からひと月も経たない同年1月25日午前8時46分、肝腫瘍のため死去。74歳没。1月31日に東京都文京区の護国寺桂昌殿で葬儀が営まれ、葬儀委員長は親友である森繁、喪主は実子で長男ののり一が務めた。出棺の際は、遺族の希望により、はっぴ姿の木遣りの先導で行われ、棺にはロイド眼鏡、パズルの本、演出を手がけた『放浪記』などの台本、競馬新聞、たばこなどが納められた。亡くなる一年前まで舞台に立ち続け、舞台での遺作は1998年9月に出演した新劇の「山猫理髪店」だった。

## 人物

### 子供時代
慶應義塾大学の医学博士の父と、浜町で待合茶屋を営む母のもとに生まれ、妾の子として育てられる。花柳界の母のもとで育ったことから、物心ついた時から都々逸や小唄を家で見聞きしていた。その後近所の明治座や浅草の寄席に出入りするようになると、見聞きして覚えた芸を帰宅後親の前で真似して見せるのが子供時代の日課だった。この生活がその後の三木の喜劇人としての素養となり、その知識に裏付けされた変幻自在な演技は「社長シリーズ」などで遺憾なく発揮された。

### 考え方
江戸っ子気質に育ったため、普段は極度の照れ屋ながら喧嘩っ早い性格でもあった。結婚後1男2女の子宝に恵まれたが、子育てには一切関与しなかった。ただし、家に雑誌の取材が来た時だけ世間体を気にし、エプロンをして子どもたちに料理を作り家庭的な父親を演じたという。
喜劇役者として笑いや芝居の動きにこだわる人物だった反面、台本を読むことはあまりせず小道具に台詞を書いてカンニングすることもザラだった。軽妙洒脱な芸で観る人を笑わせたが作品に関してはドライな考え方を持ち、生前「映画なんて一つも面白いと思ったことがない」と語ったり、「社長シリーズ」での自身の宴会芸のシーンについて「あんなの実にくだらない」と終始否定的だったとされる。

### 趣味・好きなこと
先述の通り子供の頃の影響もあり歌舞伎、能、狂言、落語などの芸事に通じていた。小学生の頃から絵が得意で、他にもゴルフ、スキーなど一人で黙々と打ち込めるものが好きだった。また、仕事の空き時間にはラジオの競馬中継をよく聞いていた。西鉄ライオンズ(現:埼玉西武ライオンズ)の大ファンで、監督を務めた中西太と会食したこともある。

### その他のエピソード
- 戦時中に空襲で焼け出された時期には、暴力団の「佃政一家」[注釈 3]に身を寄せていたことから、博打にも相当に強かった。
- 1944年頃、徴兵検査が一向に来ないのを不思議に思い区役所へ行ったところ、職員が本名の「則子（ただし）」を「のりこ」と読み間違い、女性と思われていたことが判明。慌てて書類を作ったため召集令状が届いたのが終戦の5日前で、入隊予定日が戦後の8月18日だったという。
- 1961年の映画『天使が俺を追い駈ける』の撮影の際に当時15歳の吉永小百合とキスシーンを演じたが、これが吉永のファーストキスとなった[16]。

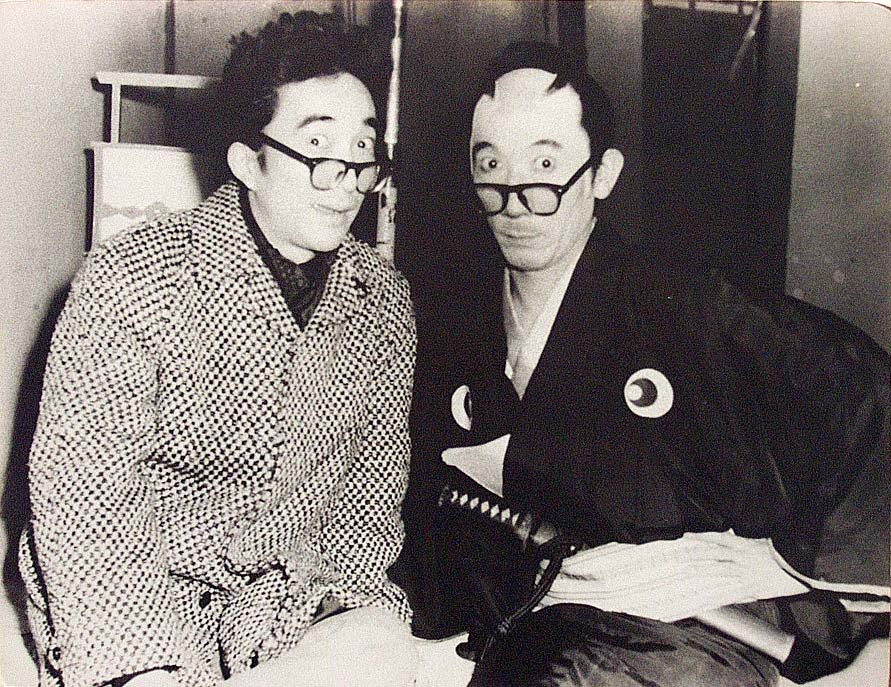
大村崑（左）と三木。

- 風貌や芸風が似ていることから大村崑と間違えられることがあるが、実際、のり平は大村を可愛がっており、『とんま天狗』では大村の父親役で出演した。その際、「鼻メガネ」の芸も大村に譲っている[17]。
- 志村けんは、『雲の上団五郎一座』で三木が演じた、“女性を強請るが気が弱く情けない男”の役のオドオドした演技・軽妙なボケ・アドリブのギャグを見てコメディアンを志したという[4]。
- 内田裕也が挨拶に来た際「どちらの内田さん？」と問うたところ「ロックの内田です」と返されたため、帰った後で「浅草にあんな芸人いたっけ」と首をひねった（浅草公園六区との勘違い）。
- 小林信彦は、1961年 - 1962年ごろ、近所でお互い独身の渥美清と部屋で朝まで映画や喜劇について語り合うような交友があったが、最近の三木のり平は一時ほど面白くないように思えるが、仲間うちで受けるのはなぜだろう、という小林の問いに渥美は「肩の線だね。あの撫で肩の形が、おれたち(プロ)には、たまらなくおかしい」と即答。三木の、玄人受けする要素の一端を分析している[18]。
- 萩本欽一は、のり平の演じるボケを「ぼくにとって『ぼけ』と言ったらのり平さんが日本一」と称賛している。『欽ちゃんのどこまでやるの!』でのコントで萩本のツッコミに対してやり返すのり平は、10回でも繰り返し面白く演じられたという[19]。

## 出演作品

### 映画
- ぬかものがたり（1949年）
- シミキンの無敵競輪王（1950年）
- その瞬間あの瞬間（1950年）
- 拾った人生（1952年）
- お伊勢まいり（1953年）
- 重盛君上京す（1954年）
- 落語長屋のお化け騒動（1954年）
- 鶴亀先生（1954年）
- 陽気な探偵（1954年）
- エノケンの天国と地獄（1954年） - 書記
- 新鞍馬天狗 第二話 東寺の決闘（1954年）
- 陽気な天国（1955年）
- 初笑い底抜け旅日記（1955年）
- スラバヤ殿下（1955年）
- 警察日記（1955年、日活） - 町長
- 忘れないよ（1955年）
- 歌くらべ三羽烏（1955年）
- 社長シリーズ（東宝）
  - へそくり社長（1956年） - 部長
  - 続へそくり社長（1956年） - 経理部長
  - はりきり社長（1956年） - 小島営業部長
  - 社長三代記（1958年）
  - 続・社長三代記（1958年）
  - 社長太平記（1959年）
  - 続・社長太平記（1959年）
  - 社長道中記（1961年）
  - 続・社長道中記（1961年）
  - サラリーマン清水港（1962年）
  - 続サラリーマン清水港（1962年）
  - 社長洋行記（1962年）
  - 続・社長洋行記（1962年）
  - 社長漫遊記（1963年）
  - 続・社長漫遊記（1963年）
  - 社長外遊記（1963年）
  - 続・社長外遊記（1963年）
  - 社長紳士録（1964年）
  - 続・社長紳士録（1964年）
  - 社長忍法帖（1965年）
  - 続・社長忍法帖（1965年）
  - 喜劇 各駅停車（1965年）
  - 社長行状記（1966年）
  - 続・社長行状記（1966年）
  - 社長千一夜（1967年）
  - 続・社長千一夜（1967年）
- 猫と庄造と二人のをんな（1956年、東京映画） - 友川
- ウッカリ夫人とチャッカリ夫人（1956年）
- 花嫁会議（1956年）
- ますらを派出夫会（1956年）
  - 続・ますらを派出夫会 お供を辛いね（1956年）
- のり平の三等亭主 愉快な家族（1956年）
- 極楽大一座 アチャラカ誕生（1956年）
- 恋すれど恋すれど物語（1956年）
- サザエさん
  - 続・サザエさん（1957年） - 伊佐阪難物
  - サザエさんの青春（1957年） - 男
  - サザエさんの結婚（1959年） - 三木東風
- 大学の侍たち（1957年）
- 裸の大将（1958年、東宝） - 町の人
- 孫悟空（1959年） - 孫悟空[1]
- 日本誕生（1959年、東宝） - 天児屋命[20][注釈 4]
- 誰よりも金を愛す（1961年）
- 天使が俺を追い駈ける（1961年、日活）
- 好人好日（1961年、松竹映画） - 泥棒
- 南の島に雪が降る（1961年、東宝） - 二木上等兵
- 今年の恋（1962年、松竹） - 杉本先生
- 雲の上団五郎一座（1962年） - 仁木のり蔵
- 忠臣蔵 花の巻・雪の巻（1962年） - 利兵衛
- ぶらりぶらぶら物語（1962年、東宝)
- 喜劇 とんかつ一代 (1963年、東京映画)
- 台所太平記（1963年）
- ばりかん親分（1963年）
- 香華（1964年）
- 冷飯とおさんとちゃん（1965年）
- 座頭市二段斬り (1965年) - 鼬(いたち)の伝六
- これが青春だ!（1966年）
- なにはなくとも全員集合! （1967年） - 白坂栄造
- 喜劇 競馬必勝法（1967年）
- スクラップ集団（1968年）
- 妾二十一人 ど助平一代 （1969年） - 大森鉄平
- ドリフターズですよ!特訓特訓また特訓（1969年）
- ミヨちゃんのためなら全員集合!! (1969年）
- 大日本スリ集団 (1969年） - 平平平平(ひらだいらへいべい)
- 駅前シリーズ（東宝）
  - 喜劇 駅前温泉（1962年）
  - 喜劇 駅前飯店（1962年）
  - 喜劇 駅前茶釜（1963年）
  - 喜劇 駅前怪談（1964年）
  - 喜劇 駅前音頭（1964年）
  - 喜劇 駅前天神（1964年）
  - 喜劇 駅前大学（1965年）
  - 喜劇 駅前弁天（1966年）
  - 喜劇 駅前漫画（1966年）
  - 喜劇 駅前番頭（1966年）
  - 喜劇 駅前競馬（1966年）
  - 喜劇 駅前満貫（1967年）
  - 喜劇 駅前探検（1967年）
  - 喜劇 駅前百年（1967年）
  - 喜劇 駅前桟橋（1969年）
- 生まれかわった為五郎 (1972年）
- 石坂浩二の金田一耕助シリーズ（東宝）
  - 犬神家の一族（1976年） - 柏屋の亭主
  - 悪魔の手毬唄（1977年） - 野呂十兵衛
  - 獄門島（1977年） - 床屋の清十郎
  - 女王蜂（1978年） - 嵐三朝
  - 病院坂の首縊りの家（1979年） - 野呂十次
- 喜劇 百点満点（1976年、東宝） - 西原啓作
- 男はつらいよ 寅次郎と殿様（1977年、松竹） - 吉田六郎太[22]
- 夜叉ヶ池（1979年、松竹） - 鯰入
- 翔べイカロスの翼 （1980年、映画センター） - 本人役
- 地震列島（1980年、大森健二郎監督） - 助川象三[21][1][23]
- ええじゃないか（1981年、松竹） - 桝屋富衛門
- ブルージーンズ メモリー（1981年、東宝）
- 疑惑（1982年、松竹） - 木下保
- 次郎長青春篇 つっぱり清水港（1982年）
- 楢山節考（1983年、今村プロ） - 塩屋
- 火まつり（1985年、シネセゾン） - 山川の兄さん
- 野蛮人のように（1985年）
- そろばんずく（1986年）
- 首都消失（1987年） - 木村松吉[1]
- ハチ公物語（1987年）
- 女衒 ZEGEN（1987年、今村プロ） - 朝長
- 優駿 ORACION（1988年、東宝） - 横田獣医
- ほんの5g（1988年） - 小林
- 座頭市（1989年、松竹） - 儀肋
- 黒い雨（1989年、今村プロ） - 好太郎
- あ・うん（1989年、東宝映画） - 見知らぬ男
- 宇宙の法則（1990年、アルシェ）
- ストロベリーロード（1991年、フジテレビジョン） - 段々畑の老人
- はいすくーる仁義（1991年、大映）
- 修羅の伝説（1992年、東映） - 笠部組 組長・笠部敏夫
- ジェームス山の李蘭（1992年）
- 課長島耕作（1992年）
- エンジェル 僕の歌は君の歌（1992年、東宝）
- はいすくーる仁義外伝 地を這う者（1994年） - 早乙女組長
- 土俵の鬼たち（1994年、吉永尚之監督）
- 第2回欽ちゃんのシネマジャック「食べる ある愛のカタチ」（1994年）
- SADA〜戯作・阿部定の生涯（1998年、松竹）
- 秘祭（1998年、新城卓事務所）

### テレビドラマ
- 新・三等重役（1959年 - 1960年、NETテレビ）
- 若い季節（1961年 - 1964年、NHK総合）
- お気に召すまま（1962年、NETテレビ）第9話「挑戦者」、第16回「ダイヤモンドを作った男」
- エプロンおばさん 第20話「初孫騒動の巻」（1963年、日本テレビ）
- 大河ドラマ（NHK総合）
  - 竜馬がゆく（1968年） - 寝待ちの藤兵衛 役
  - 翔ぶが如く（1990年） - 新門辰五郎 役
  - 琉球の風（1993年） - 高翔 役
- 男は度胸（1970年 - 1971年、NHK総合） - 小猿七之助 役
- 花嫁のれん（1971年、フジテレビ）
- 銀座わが町（1973年、NHK総合） - 野呂平作 役
- 楽屋のれん（1975年3月31日、フジテレビ） - 伝六 役
- 達磨大助事件帳 第19話「地獄の顔の天使」（1978年、テレビ朝日） - 御隠居 役
- 変身旅行（1978年1月1日、NHK総合） - 市川蝶六 役
- 早筆右三郎（1978年、NHK総合） - 楽助 役
- 日本巌窟王（1979年、NHK総合） - 玄達 役
- 秋なのにバラ色（1981年、毎日放送） - 中津川庄平 役
- 裸の大将放浪記 第9話「ロバが笑ったので」（1982年、関西テレビ） - 親玉 役
- 松本清張ドラマスペシャル・夜光の階段（1983年、毎日放送・テレパック） - 桑山検事 役
- 水戸黄門 第14部 第32話「灘の庄助なぜ酔っぱらう・灘」（1984年6月4日、TBS・C.A.L） - 伊丹の庄助 役
- ドラマ人間模様 てのひらの虹（1986年、NHK総合）
- NHK特集 ドラマ礼文島（1986年12月21日、NHK総合） - 石岡宗光 役
- ライスカレー（1986年、フジテレビ）
- イキのいい奴（1987年、NHK総合） - 呉服屋 役
- ガキ大将がやってきた（1987年、TBS）
- 男どき女どき（1988年、TBS）向田邦子新春シリーズ　- 伯父 役
- 川は泣いている（1990年、テレビ朝日)
- 三婆'92（1992年、テレビ東京）
- 私は貝になりたい（1994年、TBS）
- 土曜ドラマ（NHK総合）
  - 妻よ（1994年）
  - 一日三回食後に服用 よひんびん物語（1995年）
- BS日曜ドラマ 水辺の男（1995年、NHK BS2）
- 痛快・三匹が斬る!（1995年、テレビ朝日） - ナレーター
- 連続テレビ小説（NHK総合）
  - 走らんか!（1995年） - 山崎源八郎 役
  - すずらん（1999年） - 中村千吉 役 ※遺作
- 素晴らしき家族旅行（1996年、フジテレビ）
- 空の羊（1997年、TBS）向田邦子新春シリーズ - 飾り職の親方 役
- 新・半七捕物帳（1997年、NHK総合） - ナレーター

### 舞台
- アチャラカ誕生（1955年） ※榎本健一、古川ロッパ、柳家金語楼ら主催の舞台[4]。
- 俺はお殿様（1965年） ※初座長を務めた[4]。
- 喜劇 雪之丞変化（1991年） ※主演に酒井法子を迎えた[4]。
- 山猫理髪店（1998年） ※生涯最後の舞台となる。

### アニメ
- 河童の三平（1993年、にっかつ） - ゲンじいさん
- 平成狸合戦ぽんぽこ（1994年、東宝） - 青左衛門

### ラジオ
- 勘九郎・のり平の大人の幼稚園（1961年、ニッポン放送） ※中村勘三郎（1961年当時は中村勘九郎）と共演

### CM
- 桃屋（1958年 - 1998年） ※黒い丸眼鏡が特徴のアニメCM
- 早川電気工業 石油ストーブ（1963年。ACC第1回TV部門第4種 3位）[24]
- 阿左開瑞鳳（現：あさ開）「高級清酒　阿左開」（1970年代前半）
- ACジャパン 「私の運命人まかせです」（1988年） - ナレーション

## 三木を演じた人
- 青野武 - テレビアニメ「焼きたて!!ジャぱん」（2006年、テレビ東京）
- 小松和重 - 土曜ドラマ「トットてれび」（2016年、NHK総合）

## 著書・回想
- 『のり平媾戯録 エロフェッサー・ゼミナール』（1973年、グリーンアロー・ブックス）
- 『のり平のパーッといきましょう』（小田豊二聞き書き、1999年、小学館 → 2002年、小学館文庫）
- 小林のり一『何はなくとも三木のり平　父の背中越しに見た戦後東京喜劇』（戸田学編、2020年、青土社）